# Marcel Camprubí Pijoan
Marcel Camprubí Pijoan   (Barcelona, 15 de setembre de 2001) és un ciclista català, que realitza ciclisme de carretera. Actualment milita a l'equip Q36.5 Pro Cycling Team.
En els seus inicis jugava al rugbi i més endavant era triatleta, però després d'una lesió i la pandèmia va passar-se al ciclisme. Va sorprendre tothom quedant segon el 2021 al Campionat d'Espanya de ciclisme en ruta masculí sub-23. L'any següent va fitxar pel filial de l'Eolo-Kometa i el 2023 pel Q36.5 Pro CyclingTeam.

## Palmarès en ruta
2021
- Vencedor d'una etapa a la Volta a la Comunitat de Madrid sub-23

2022
- Vencedor d'una etapa a la Volta a Navarra
- 1r a la Volta a Toledo Imperial
- 1r a la Volta a Cantàbria i vencedor d'una etapa